# 최성용 (1994년)
최성용(1994년 7월 4일 ~ )은 대한민국의 모델이자 배우이자 가수로 스타디움 소속 대한민국의 아이돌 그룹 더 맨 블랙 멤버이었다. 2020년 스타디움과 계약해지 이후 신생 기획사 가이아와 전속 계약을 체결했다.